# هلموت اشمید
هلموت اشمید (آلمانی: Helmut Schmid; ۸ آوریل ۱۹۲۵ – ۱۸ ژوئیهٔ ۱۹۹۲) یک بازیگر اهل آلمان بود.
از فیلم‌ها یا برنامه‌های تلویزیونی که وی در آن نقش داشته‌است می‌توان به یک، دو، سه و تکاور اشاره کرد.